# Мексиканские прыгающие бобы

Плоды

Мексиканские прыгающие бобы — коробочки (части сухого трёхраздельного плода) растения Sebastiania pavoniana, поражённые гусеницами — личинками моли-листовёртки Cydia deshaisiana. Именно эти гусеницы, живущие внутри частей коробочек, заставляют их двигаться или «прыгать».

## Описание
Высохший плод Sebastiania pavoniana представляет собой трёхраздельную коробочку, которая при падении раскалывается на три части. Каждая часть содержит либо семена, либо личинку моли-листовёртки.
В период цветения Sebastiania pavoniana самки листовёртки откладывают яйца на цветки растения. Когда из цветков формируются плоды, из яиц выходят личинки, которые питаются мякотью плода и таким образом создает внутри него воздушную полость. Личинка прикрепляет себя к внутренней поверхности полости шелковыми нитями. После периода дождей плод высыхает, падает на землю и от удара раскалывается на 3 части. Те части, в которых живут гусеницы, могут начать двигаться.
Мексиканские прыгающие бобы (Laspeyresia saltitans) происходят из горной местности в мексиканских штатах Сонора (исп. Sonora), Синалоа (исп. Sinaloa) и Чиуауа (исп. Chihuahua). Жители города Аламос (исп. Álamos) в штате Сонора утверждают, что их город является «мировой столицей прыгающих бобов». Прыгающие бобы можно найти в районе размером примерно 50 на 150 километров, где произрастает кустарник.

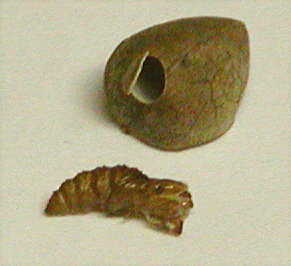
Прыгающий боб. Видны выходное отверстие и экзувий (оболочка) вылупившейся куколки

При повышении температуры, например, если боб с гусеницей взяли в руку, личинка внутри начнёт двигаться, дёргая за нити, что заставляет боб перекатываться или подпрыгивать. «Подпрыгивание» бобов является мерой выживания — гусеницы боятся тепла. Личинка приводит боб в движение, чтобы переместить боб в прохладное место и спастись от перегрева, так как он приводит личинки к обезвоживанию и может их убить.
Плоды с гусеницами могут двигаться в течение 6-8 месяцев, после чего гусеница прогрызает в стенке проход наружу, оставляя тонкую перемычку, затем окукливается. Вылупившись, моль продавливает перемычку и выходит из коробочки.